# Captain Phillips
Captain Phillips är en amerikansk biografisk film från 2013, i regi av Paul Greengrass med Tom Hanks och Barkhad Abdi i huvudrollerna. Filmen bygger på den verkliga händelsen om sjökaptenen Richard Phillips, som togs som gisslan av somaliska sjörövare i Indiska oceanen under MV Maersk Alabama-kapningen 2009.
Captain Phillips visades först på New York Film Festival 2013 och hade sedan biopremiär i oktober 2013. Under 2014 blev Captain Phillips nominerad till sex stycken Oscars − bland annat för bästa film 2013 och Abdi för bästa manliga biroll − men vann ingen av dem.

## Rollista (i urval)
- Tom Hanks – Richard Phillips
- Barkhad Abdi – Abduwali Muse
- Catherine Keener – Andrea Phillips
- Barkhad Abdirahman – Bilal
- Faysal Ahmed – Najee
- Mahat M. Ali – Elmi
- Michael Chernus – Shane Murphy
- David Warshofsky – Mike Perry
- Corey Johnson – Ken Quinn
- Chris Mulkey – John Cronan
- Yul Vazquez – Frank Castellano
- Omar Berdouni – Nemo
- Mohamed Ali – Asad
- Issak Farah Samatar – Hufan